# Communes de la province de Forlì-Cesena
- Haut – A
- B
- C
- D
- E
- F
- G
- H
- I
- J
- K
- L
- M
- N
- O
- P
- Q
- R
- S
- T
- U
- V
- W
- X
- Y
- Z

## B
- Bagno di Romagna
- Bertinoro
- Borghi

## C
- Castrocaro Terme e Terra del Sole
- Cesena
- Cesenatico
- Civitella di Romagna

## D
- Dovadola

## F
- Forlimpopoli
- Forlì

## G
- Galeata
- Gambettola
- Gatteo

## L
- Longiano

## M
- Meldola
- Mercato Saraceno
- Modigliana
- Montiano

## P
- Portico e San Benedetto
- Predappio
- Premilcuore

## R
- Rocca San Casciano
- Roncofreddo

## S
- San Mauro Pascoli
- Santa Sofia
- Sarsina
- Savignano sul Rubicone
- Sogliano al Rubicone

## T
- Tredozio

## V
- Verghereto